# João Nuno Brochado
João Nuno Brochado (Porto, 3 de Outubro de 1983) é um cineasta português actualmente a residir em Macau.
Vindo de uma família ligada às artes, despertou cedo o interesse pela fotografia e pela imagem em movimento. Com apenas 15 anos, realiza o seu primeiro documentário sobre o Teatro Nacional S. João, para um projecto da Escola. Em 2001 entra na Escola das Artes da Católica Porto, onde tira uma licenciatura em Som e Imagem, especialização em Cinema e Audiovisual. Durante o curso faz trabalhos em diversas áreas, nomeadamente documentários, spots publicitários, realização em directo e a ficção "Paraíso Fiscal" que esteve em mais de 20 festivais e ganhou prémios em 3 deles. Em 2006 frequenta o curso da New York Film Academy, onde realiza 3 curtas, tendo depois sido convidado a ser professor-assistente dessa instituição. Fez ainda um estágio na empresa Utopia Filmes, em Lisboa. 
Em 2007 cria a produtora Cimbalino Filmes, com 3 amigos no Porto. Aqui desenvolve trabalhos na área da realização e de produção de filmes promocionais para marcas como Vodafone, Super Bock, Salsa, Inst. Vinho do Porto, entre outros, mas também de programas de televisão, videoclipes e concertos (Silence4, Clã, GNR, Pedro Abrunhosa, Os Azeitonas, Miguel Araújo, Rodrigo Amarante, etc), e na vertente artística, onde se destacam as curtas-metragens "Tóquio Porto 9 horas" e "Até ao Mar", que ganharam vários prémios. Realizou o videoclipe "Amor tem Si" de Filipe Pinto que foi o vídeo mais visto do ano no P3 em 2017.
Em 2014 lança a sua primeira longa-metragem documental: "Uma Montanha do Tamanho do Homem" sobre a aldeia Drave. O filme tem 93 minutos e foi lançado directamente numa edição especial em dvd e blu-ray no dia 10 de Dezembro, tendo havido uma ante-estreia na própria aldeia no dia 25 de Outubro para uma audiência de cerca de 300 pessoas. A primeira edição do filme esgotou em apenas 3 semanas, tendo estado durante todo esse tempo no número 1 do top da loja Fnac online. A segunda edição foi lançada em Março de 2015 e o filme foi adquirido e exibido pela RTP em 2016.

## Filmografia
- 2006 - Paraíso Fiscal (curta-metragem ficção)
- 2008 - Tóquio Porto 9 horas (curta-metragem documentário)
- 2008 a 2014 - Não Linear (programa TV)
- 2011 - Até ao Mar (curta-metragem ficção)
- 2014 - Uma Montanha do Tamanho do Homem (documentário)